# Sassountsi David (métro d'Erevan)
David de Sassoun
Sassountsi David (en arménien Սասունցի Դավիթ) est une station de l'unique ligne du métro d'Erevan ; elle est située dans le district de Chengavit à Erevan.
Elle dessert la gare d'Erevan.

## Situation sur le réseau

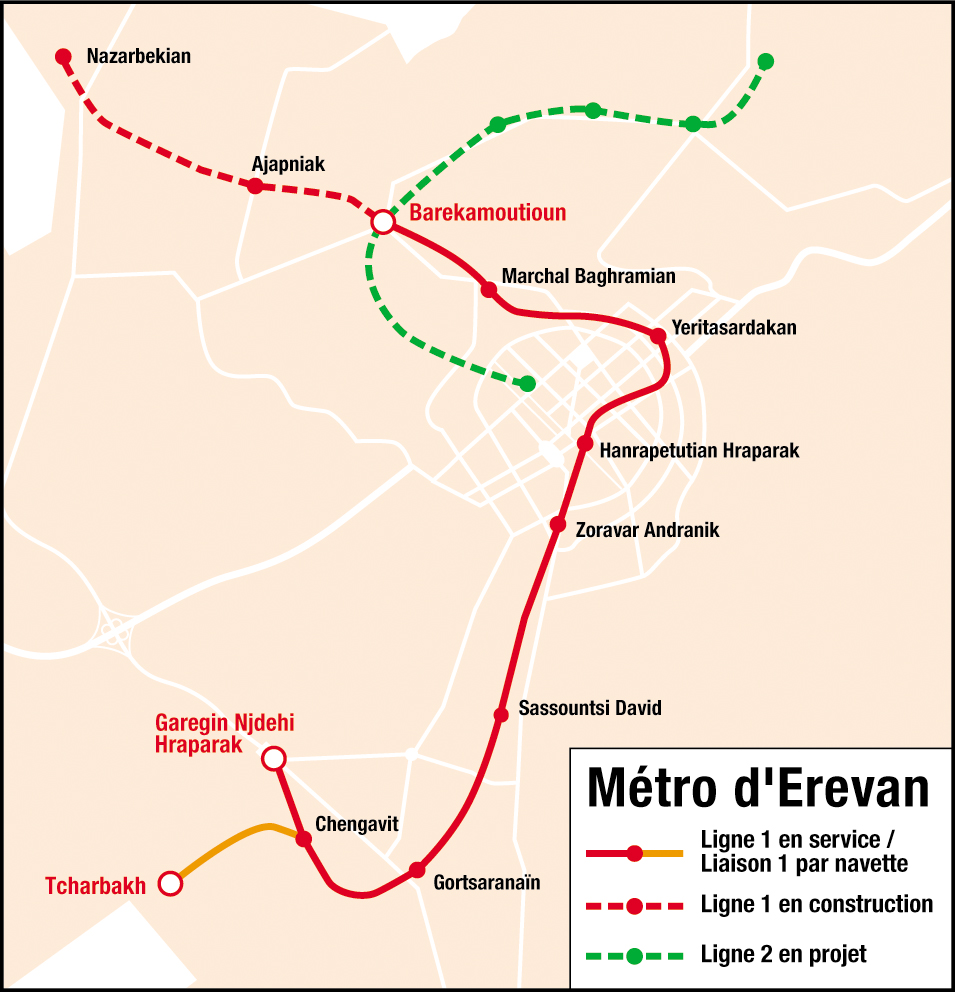
Plan de la ligne.

## Histoire
La station Sassountsi David est mise en service le 26 décembre 1989. Son nom vient de la statue de David de Sassoun qui trône sur la place devant la gare. David de Sassoun est un héros légendaire du pays.

## La station

### Accès et services
La station se trouve, à côté de la gare centrale, au carrefour de l'avenue Tigrane Metz et de la rue Sassountsi David. L'accès se fait par un passage souterrain reliant la gare ferroviaire et routière, menant à la billetterie et aux escalators. La station est aérienne, à un mètre au-dessus du sol.

### Desserte
Sassountsi David est desservie par les rames qui circulent sur la ligne.

### Intermodalité
Elle permet des correspondances avec les trains qui desservent la gare d'Erévan, située à côté.
Elle dessert notamment la Forteresse d'Erebouni